# Okuribito
Okuribito (en japonés: おくりびと, El que despide) es una película dramática dirigida por el cineasta japonés Yōjirō Takita, protagonizada por Masahiro Motoki, Ryōko Hirosue y Tsutomu Yamazaki y estrenada en 2008. Su trama describe la historia de un joven llamado Daigo y su trabajo como preparador de cadáveres en una funeraria. Es conocida en español por varios títulos diferentes: Despedidas, Final de partida, La felicidad de vivir y Violines en el cielo.
Kundō Koyama redactó el guion basándose en el libro Coffinman, de Aoki Shinmon. La producción tuvo dificultades para obtener financiación y tuvo que cumplir ciertas restricciones para rodar la película, debido a los prejuicios de la sociedad japonesa hacia la muerte, considerada una fuente de contaminación espiritual. No fue exhibida en salas de cine de Japón hasta después de su estreno en el Festival Internacional de Cine de Montreal en agosto de 2008, en el que recibió el «Gran Premio del Jurado». Más tarde, se estrenó en otros países y recaudó un total de 69.9 millones de dólares.
La crítica destacó las actuaciones y dirección, así como la combinación de humor y drama de la historia. No obstante, hubo quienes estuvieron en desacuerdo con su duración y con el grado de emotividad y predictibilidad del argumento. En febrero de 2009, la Academia Japonesa de Cine la distinguió como la «Mejor película del año», además de que resultó triunfadora en la categoría «Mejor película de habla no inglesa» de los premios Óscar, lo cual marcó un hito en la industria cinematográfica japonesa, que nunca antes había obtenido ese galardón. A partir de ese momento, la distribuidora presentó la película en una mayor cantidad de salas de cine. Se produjeron tres adaptaciones literarias de la película: un manga, a cargo de Akira Sasō; una novela, escrita por Shinobu Momose, y un libro, ilustrado por Seitarō Kurota. Koyama y Takita produjeron en 2010 una puesta en escena, con el mismo título, que es una continuación de la trama de la película.

## Argumento
Al perder su trabajo como violonchelista en Tokio, Daigo Kobayashi (Masahiro Motoki) y su esposa Mika (Ryōko Hirosue) se mudan a la prefectura de Yamagata, ciudad natal del joven. La pareja se aloja en la casa donde Daigo creció y que heredó después de la muerte de su madre. El lugar le trae recuerdos, especialmente de una cafetería que su padre operaba en la parte frontal de la casa. Si bien le guarda resentimiento por haber abandonado a su madre para irse a vivir con otra mujer cuando él tenía seis años de edad, Daigo todavía conserva una de las «carta-piedra» que su padre le obsequió antes de dejarlos, similar a otras que intercambiaban cuando era niño.
Un día, mientras lee el periódico, Daigo se topa con una oferta de empleo. Su primer pensamiento le lleva a creer que podría tratarse de un trabajo en una agencia de viajes, por lo que acude a la entrevista al lugar especificado en el anuncio, la Agencia NK. Una vez ahí, la recepcionista Yuriko Kamimura (Kimiko Yo) le explica que el empleo consiste en la preparación de cuerpos como parte de un ritual funerario tradicional. Al principio, Daigo rechaza la propuesta, pero Sasaki (Tsutomu Yamazaki), su eventual jefe, le ofrece contratarlo de inmediato y pagarle por adelantado el primer sueldo. Esto le lleva a reconsiderar su postura, y al final acepta el empleo, aunque prefiere ocultarle la verdad a Mika sobre su nuevo trabajo. 
El primer encargo del joven —la preparación del cuerpo en descomposición de una mujer que murió en su hogar y pasó dos semanas sin ser descubierta— le provoca náuseas. Al término de la jornada laboral, mientras viaja en autobús, unas desconocidas se burlan de él, debido al olor desagradable que despide por el contacto que tuvo con el cadáver. Antes de llegar a su casa, decide acudir a un viejo baño público. Cuando era niño, solía frecuentar este edificio, propiedad de Tsuyako Yamashita (Kazuko Yoshiyuki), madre de un antiguo compañero de escuela.
Conforme pasan los días, Daigo va sintiéndose más cómodo con sus actividades, pese al rechazo y la discriminación. Sin embargo, su esposa lo abandona y regresa a Tokio con su familia después de ver un DVD en el que su esposo aparece fingiendo ser un cadáver para mostrar las distintas técnicas de preparación de cuerpos. Algo similar ocurre cuando su excompañero de clase, Yamashita (Tetta Sugimoto), se entera de la situación de Daigo y le sugiere buscar un empleo «más honorable» si desea seguir teniendo contacto con él o con su familia. Mika regresa a Yamagata unos meses después para informar a Daigo que está embarazada, con la esperanza de que busque otro trabajo del cual su hijo pueda «sentirse orgulloso». Mientras la pareja conversa, Daigo recibe una llamada de la funeraria para pedirle que se encargue de preparar el cuerpo de Yamashita, la propietaria del baño público. Daigo lleva a cabo el ritual de preparación frente a Mika y la familia de la mujer, tras lo cual se gana el respeto de todos los presentes. A partir de ese momento, su esposa deja de insistir en que cambie de empleo.
Algún tiempo después, Daigo se entera de la muerte de su padre y acude, acompañado de Mika, a la aldea donde se encuentra su cadáver. Aunque en un inicio no lo reconoce, acaba por identificarlo, y se percata del trato descuidado que le han dado los empleados funerarios del lugar. Enfurecido, les exige que lo dejen cambiarle la ropa y, mientras lo hace, se da cuenta de que su padre lleva entre sus manos una carta-piedra que Daigo le había regalado cuando era pequeño. En las últimas escenas de la película, el protagonista vuelve a recordar el aspecto físico de su padre antes de abandonarlos, tras lo cual toma la carta-piedra de sus manos y la coloca sobre el vientre de Mika.

## Producción

### Antecedentes culturales
Los funerales japoneses varían, dependiendo de la región en la que se realicen, así como de algunos aspectos socioeconómicos, tales como la religión que profesaba el difunto o la de su familia, su sexo, su estatus social o su situación financiera. Por lo general, se realizan una serie de rituales que incluyen elementos budistas. Durante los preparativos mortuorios, se baña el cadáver y se cubren los orificios de la nariz y la boca con algodón o con gasa. Rara vez se practica, en la vida real, el rito de preparación de cadáveres —llamado nōkan— que aparece en ciertas escenas de Okuribito. Este se realiza solo en zonas rurales, y generalmente lo llevan a cabo embalsamadores profesionales, conocidos con el nombre de nōkanshi (納棺師?), quienes se encargan de preparar el cuerpo, vestir al difunto con ropas blancas y, en ocasiones, de maquillarlo. Luego, lo depositan en un ataúd junto con sus objetos personales y otros artículos considerados necesarios para su «viaje a la otra vida».
Pese a su importancia en la cultura tradicional japonesa, en varias regiones del país la muerte es asociada con la impureza, y se considera que todo lo que esté relacionado con ella es fuente de kegare (‘contaminación’), y resulta extremadamente peligrosa y contagiosa. Por lo tanto, cualquier persona que esté en contacto con un cadáver o que asista a un funeral debe eliminar la contaminación a la que estuvo expuesta, por medio de rituales de purificación, que utilizan sal y agua. Durante la época feudal de Japón, el personal funerario era objeto de discriminación y se veía obligado a vivir apartado de la sociedad, en sus propias aldeas debido a su contacto con los muertos. Aunque hubo un cambio cultural a partir de la Restauración Meiji en 1868, el estigma de la muerte todavía prevalece en la sociedad contemporánea, y suele discriminarse a los funerarios.
Hasta 1972, la mayoría de los rituales funerarios eran llevados a cabo por los familiares del difunto o por casas funerarias. En 2014 las estadísticas indicaban que alrededor del 80 % de las muertes en Japón ocurrían en hospitales, y el cuerpo era preparado por el personal hospitalario para el ritual. En estos casos, la familia no suele ver el cuerpo sino hasta el momento del funeral. Una encuesta de 1998 señaló que el 29.5 % de la población japonesa creían firmemente en «el más allá» y que otro 40 % estaban dispuestos a creer en este concepto, principalmente los jóvenes. Otros temas afines que resultaron populares entre los encuestados fueron las creencias en la existencia de un alma —54 %— y en un vínculo entre el mundo de los vivos y el de los muertos —64.9 %—.

### Concepción y preproducción

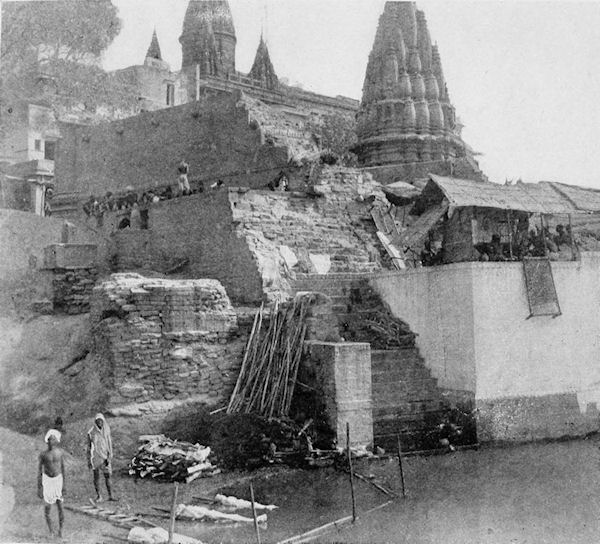
Ghat en Benarés en donde se aprecia la purificación de cadáveres en el río Ganges, en la India.

En 1993, por recomendación de un amigo con quien después habría de viajar a la India, el actor Masahiro Motoki leyó el libro Memento mori —expresión que en latín significa «recuerda que eres mortal»— del autor Shin'ya Fujiwara. Estando en la India, visitaron Benarés, ciudad sagrada para el budismo, donde presenciaron una ceremonia fúnebre en la que, tras incinerar los cadáveres, se esparcieron las cenizas en el río Ganges. Este suceso impactó a Motoki por el contraste que observó entre la solemnidad del ritual funerario y la multitud de personas en los alrededores que desarrollaban sus actividades cotidianas. De vuelta en Japón, consultó varios libros que hablaban sobre la muerte, entre los cuales estaba Coffinman: The Journal of a Buddhist Mortician (納棺夫日記 Nōkanfu Nikki?), una autobiografía de Aoki Shinmon, que le permitió conocer en detalle el ritual nōkanshi. Ese mismo año, escribió un libro acerca del vínculo entre la vida y la muerte que tituló Tenkuu Seiza—Hill Heaven. En su opinión, las cualidades «misteriosas y casi eróticas» inherentes del trabajo funerario podían ser recogidas en una producción cinematográfica.
No fue fácil conseguir financiamiento para la película. Varios estudios rechazaron el proyecto por considerar que no era adecuado trasladar el tema de la muerte a una película. Según el director de la cinta, Yōjirō Takita, la consideración del filme fue la edad del equipo: «llegamos a un cierto punto en nuestras vidas cuando la muerte se acercaba para convertirse en un factor que nos rodea». Kundō Koyama, que previamente había colaborado en los guiones de algunas producciones televisivas y teatrales, se encargó de redactar el guion de la película, mientras que Takita asumió el rol de director después de que el productor Toshiaki Nakazawa le mostró un borrador de Koyama. Cabe señalar que Takita había comenzado su carrera en el género Pinky Violence. En una entrevista sobre su labor en Okuribito, explicó: «Yo quería hacer una película desde la perspectiva de una persona que se ocupa de algo tan universal y que, sin embargo, es menospreciado y discriminado». A pesar de que tenía noción sobre el procedimiento de amortajamiento, nunca había presenciado uno.
La producción de Okuribito se prolongó por una década. Si bien la intención inicial era realizar una adaptación fiel del libro Coffinman, el resultado final terminó apartándose de la fuente e incluyó aportes de algunos integrantes tanto de la producción como del propio reparto. Por ejemplo, se omitieron los aspectos religiosos de los funerales, un tema en el que hace hincapié la publicación de Aoki, autor de Coffinman. La primera edición del libro está estructurada en tres partes; en la última, titulada «Luz y vida», el texto incluye una meditación budista sobre la vida y la muerte en la que el autor resalta la «luz» existente cuando una persona logra comprender el vínculo espiritual entre la vida y la muerte. En el libro, el protagonista es propietario de un bar-cafetería en quiebra y, tras una discusión con su esposa, en la que ella le tira un periódico, este descubre la oferta de empleo de nōkanshi en uno de los anuncios; Koyama cambió la profesión del personaje por la de chelista, ya que le interesaba incluir orquestación de chelo en la banda sonora. También agregó la subtrama en que Daigo perdona a su difunto padre, la cual está inspirada en una novela que había escrito, ya que quería que el desenlace de Okuribito tuviera «algo de felicidad». Otra diferencia notable fue el sitio que utilizaron para filmar la película: en vez de hacerlo en Toyama —ciudad natal del autor—, la filmación se realizó en Yamagata.
Las anteriores modificaciones propiciaron desacuerdos entre ambas partes; desde la perspectiva de Aoki, el filme sería incapaz de abordar adecuadamente «el destino final de los muertos» principalmente por su enfoque humanista, ya que omitía aspectos como la explicación de la relevancia que tiene la religión en la preservación del vínculo entre la vida y la muerte. Por tales motivos, Aoki se negó a que la película llevara el mismo título que su libro, y pidió que no se incluyera su nombre en los créditos finales. Según Aoki, la productora fue la responsable de que Okuribito se apartara del contenido de su obra en un intento por volver la trama más comercial. A pesar de los desacuerdos, tanto el libro como la película poseen la misma premisa: ambos son protagonizados por un personaje que al principio es criticado por su empleo como nōkanshi, pero que conforme transcurre la historia va experimentando un crecimiento personal a partir de sus experiencias, que le llevan a descifrar un nuevo significado para ese estilo de vida «confrontado con la muerte». Koyama acuñó el término okuribito para el título de la película como eufemismo para nōkanshi, derivado de las palabras okuru (‘para despedir’) e hito (‘persona’).

### Reparto

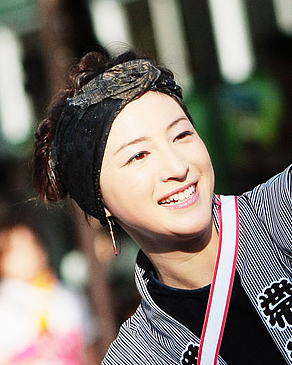
Ryōko Hirosue (Mika)

Para interpretar a Daigo, se eligió a Masahiro Motoki, un actor de cuarenta años de edad con una carrera consolidada en el cine realista. Si bien se tenía previsto que Mika fuera interpretada por alguien que tuviera una edad similar a la de Daigo, al final se seleccionó a la cantante Ryōko Hirosue, de veintinueve años de edad, que ya había colaborado con Takita en la película Himitsu (1999). En opinión del cineasta, el hecho de que la protagonista fuera interpretada por alguien más joven que Daiko le permitiría desarrollar más apropiadamente la evolución del personaje, inicialmente ingenuo. El rol de Sasaki recayó en otro actor con quien Takita había trabajado antes; en este caso, el veterano Tsutomu Yamazaki, que había participado en Bokura wa minna ikiteiru (1993). En 2009, Takita comentó que ya había elegido a «todos los que estaban en mi lista de deseos» para el reparto.
En su preparación para la película, Motoki estudió las técnicas funerarias con un empresario de pompas fúnebres, e inclusive participó en uno de los rituales. Esta experiencia lo dejó con «un sentido de misión... para tratar de utilizar todo el calor humano posible para restaurar al fallecido a un nivel en el que pareciera que estaba vivo, antes de presentarlo a su familia». Continuó practicando el procedimiento hasta que pensó que ya lo tenía dominado, y comparó sus movimientos intrincados y delicados con los de una ceremonia del té. De manera similar, el director asistió a algunas ceremonias fúnebres para entender el sentimiento de duelo de los familiares del fallecido, aunque a diferencia de Motoki nunca participó en un ritual. Motoki también debió aprender a tocar el violonchelo para las secuencias iniciales del filme.
Dado que el equipo de producción buscaba el mayor realismo posible en las escenas en que se muestran cadáveres, se llevó a cabo un extenso proceso de audición con el fin de elegir extras que permanecieran inmóviles el mayor tiempo posible durante las grabaciones. Hubo una excepción en el caso de la actriz Kazuko Yoshiyuki, ya que no hallaron a ningún doble que los convenciera, por lo que utilizaron efectos digitales para superponer una imagen fija del rostro de la actriz sobre el cuerpo de uno de los extras.

### Rodaje y posproducción
Se contrató a Sakata Location Box, una organización sin fines de lucro establecida en 2007 para el reclutamiento de extras y la selección de localizaciones cinematográficas, para elegir el lugar más idóneo para el rodaje. La compañía se decidió por Sakata, y durante dos meses se realizaron los preparativos para recibir al equipo de producción de la película, integrado por ochenta personas. No obstante, las negociaciones con las autoridades de Sakata fueron lentas debido principalmente a que muchos empresarios locales no querían que la cinta fuera grabada ahí al contener escenas de funerales; quienes sí accedieron, pusieron a manera de condición que las grabaciones se llevaran a cabo fuera del horario laboral.

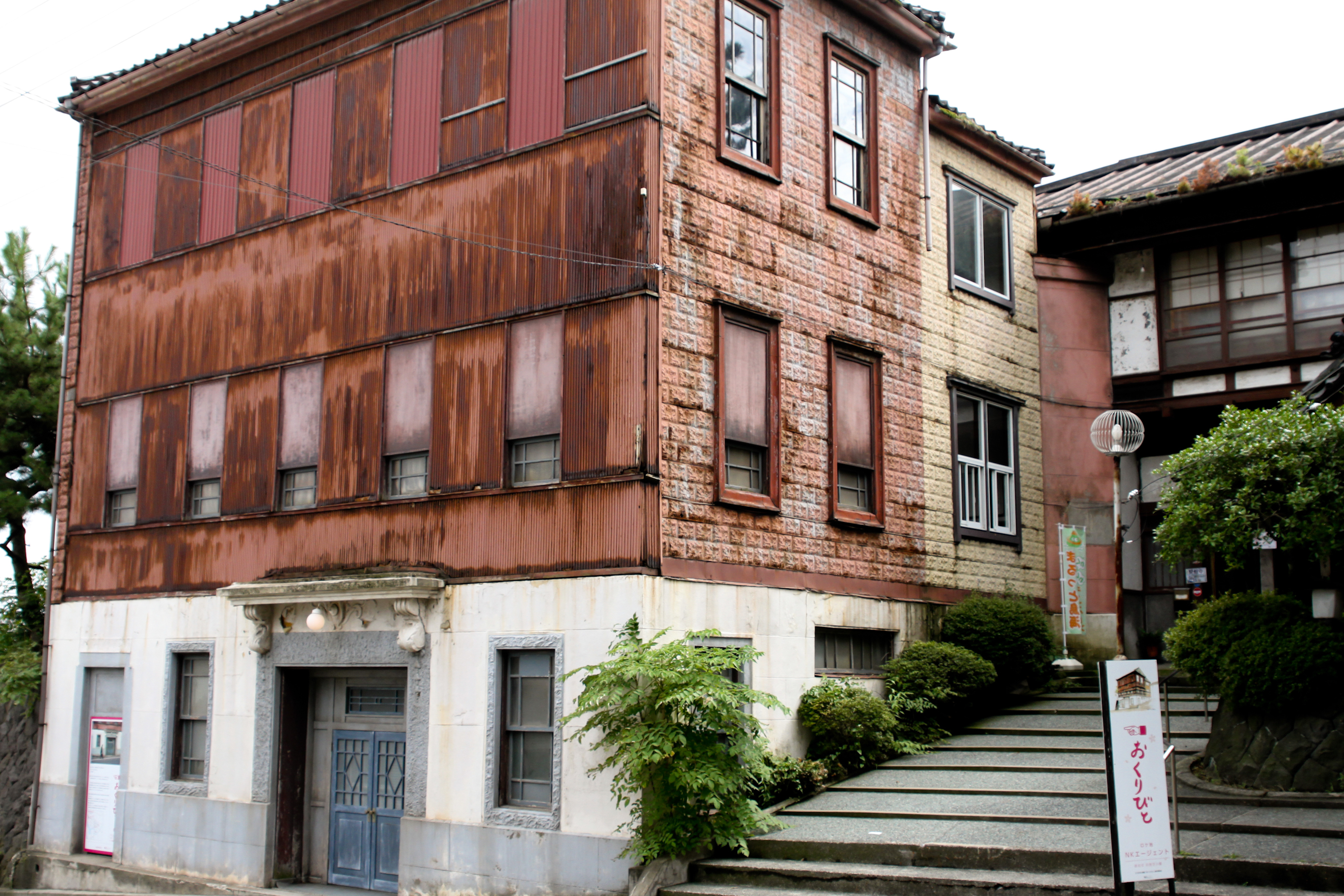
Fotografía del edificio utilizado para las oficinas de la Agencia NK.

Si bien Coffinman transcurre en Toyama —la prefectura natal de Takita—, se prefirió grabar en Yamagata, Sakata, puesto que ahí existía una sucursal de la Asociación Nōkan, con sede en Hokkaido. Aunque el rodaje comenzó formalmente en abril de 2008, en el año anterior ya se habían hecho algunas tomas preliminares de paisajes nevados. La etapa de filmación duró cuarenta días en los que el reparto grabó escenas en Kaminoyama, Sakata, Tsuruoka, Yuza y Amarume. Para las oficinas de la Agencia NK se trasladaron a un edificio de tres pisos en Sakata que cuenta con un diseño occidental y que fue construido a mediados de los períodos Meiji y Taishō (1880-1920). Originalmente había funcionado como un restaurante denominado Kappō Obata, aunque en 1998 este negocio había cerrado sus puertas. Para la cafetería Kobayashi, referida como «Concerto» en la película, había un centenar de edificios como posibles opciones, sin embargo, Takita se decantó por uno en Kaminoyama, que había sido un antiguo salón de belleza. Su decisión se debió a la antigüedad de la estructura y a que estaba ubicado en una posición estratégica que le permitía filmar un río y una cordillera cercana en la misma toma. La escena en la que se muestra la grabación del DVD de entrenamiento ocurrió en Sakata Minato-za, el primer cine de Yamagata que permanecía cerrado desde 2002.
Al terminar el rodaje, Takita consideró que Okuribito era un filme «perfecto» y reconoció el esfuerzo del equipo de producción para conseguir un trabajo de calidad. El hecho de que el éxito inicial de la cinta dependiera en gran medida del boca a boca representó también para él un motivo de orgullo. Shinmon Aoki, autor de Coffinman, elogió la actuación de Motoki y la capacidad del filme para mostrar la importancia de las relaciones familiares e interpersonales, a pesar de estar en desacuerdo con el tratamiento que le da a los temas religiosos.

### Banda sonora
El compositor Joe Hisaishi, conocido por su participación en producciones de Hayao Miyazaki, de Studio Ghibli, compuso la banda sonora. Por sugerencia de Takita, antes de que comenzara el rodaje de la película empezó a componer temas para representar la separación de Daigo y su padre, y el amor del protagonista por su esposa. Dada la importancia del violonchelo en la trama, Hisaishi optó por usar primordialmente este instrumento pese a que, según declaró más tarde, había sido uno de los desafíos más difíciles para él en su trayectoria. Con frecuencia se reprodujeron los temas musicales en el set de filmación para que «[el reparto] visualice las diversas emociones de la película».
El álbum incluye una pista tipo image song titulada «Okuribito/So Special», interpretada por la cantante de pop Ai a partir del tema principal de Hisaishi. Dicha versión incluye un arreglo para violonchelos y orquesta, y fue lanzada por Universal Sigma el 10 de septiembre junto con un vídeo promocional del filme. Las partituras de la banda sonora fueron publicadas por KMP en 2008 —para violonchelo y piano— y Onkyō en 2009 —para violonchelo, violín, y piano—.
El sello Universal Music Japan lanzó al mercado la banda sonora el 10 de septiembre de 2008 en Japón. Ebert atribuyó el éxito de Okuribito al material de Hisaishi así como a su cinematografía, y consideró que las composiciones de violonchelo eran adecuadas para la película. A continuación se enumeran las pistas que conforman la banda sonora original junto con su duración:
| Lista original |                         |          |  |
| N.º            | Título                  | Duración |  |
| 1.             | «Shine Of Snow I»       | 01:14    |  |
| 2.             | «Nohkan»                | 03:12    |  |
| 3.             | «Kaisan»                | 00:55    |  |
| 4.             | «Good-by Cello»         | 02:18    |  |
| 5.             | «New Road (01:17)»      | 01:17    |  |
| 6.             | «Model»                 | 00:49    |  |
| 7.             | «First Contact»         | 01:53    |  |
| 8.             | «Washing»               | 00:36    |  |
| 9.             | «Kizuna I»              | 01:59    |  |
| 10.            | «Beautiful Dead I»      | 03:14    |  |
| 11.            | «Okuribito (On Record)» | 01:53    |  |
| 12.            | «Gui-Dance»             | 02:28    |  |
| 13.            | «Shine Of Snow II»      | 02:27    |  |
| 14.            | «Ave Maria (Okuribito)» | 05:31    |  |
| 15.            | «Kizuna II»             | 02:06    |  |
| 16.            | «Beautiful Dead II»     | 02:39    |  |
| 17.            | «Father»                | 01:42    |  |
| 18.            | «Okuribito (Memory)»    | 04:12    |  |
| 19.            | «Okuribito (Ending)»    | 04:59    |  |
| 45:24          |                         |          |  |

### Doblaje al español
Se hicieron dos doblajes al español: uno para su distribución en Hispanoamérica y otro para España. En el primer caso, la dirección corrió a cargo de Jesús Barrero y se llevó a cabo en CBAudio, en México. En cuanto a la versión ibérica, el doblaje se realizó en el estudio Rec Games Sonido, en Madrid, dirigido por Rosa Sánchez.
| Personaje         | Actor original   | Actor de doblaje (Hispanoamérica) | Actor de doblaje (España) |
| ----------------- | ---------------- | --------------------------------- | ------------------------- |
| Daigo Kobayashi   | Masahiro Motoki  | Jesús Barrero                     | Cholo Moratalla           |
| Mika Kobayashi    | Ryōko Hirosue    | Mónica Pavón                      | Mar Bordallo              |
| Sr. Sasaki        | Tsutomu Yamazaki | Jaime Vega                        | Manuel Bellido            |
| Yuriko Uemura     | Kimiko Yo        | Diana Pérez                       | Victoria Angulo           |
| Tsoyako Yamashita | Kazuko Yoshiyuki | Catalina Múzquiz                  | Pilar López Mijares       |
| Shokichi Hirata   | Takashi Sasano   | Ernesto Lezana                    | Julián Rodríguez          |
| Yamashita         | Tetta Sugimoto   | Roberto Mendiola                  | Francisco Javier Martínez |

## Estilo
El rito de preparación de cadáveres, nōkanshi, es el tema principal de Okuribito, en el que se expone la complejidad del procedimiento a la par de la relevancia que conlleva la «dignidad a la muerte, respeto a los fallecidos y consuelo a los que están en duelo». Para esto, el personal funerario aparece representado como una figura simbólica capaz de ayudar a la familia del difunto a restablecer sus lazos familiares y a sobrellevar su dolor ante la pérdida. En opinión de Paul Byrnes, de The Sydney Morning Herald, a medida que avanza la trama el espectador va comprendiendo la importancia que tiene la ceremonia fúnebre. Para Mike Scott, de The Times-Picayune, y Nicholas Barber, de The Independent, las escenas en las que se muestran los rituales de preparación de cuerpos resultan «hermosas, desgarradoras, elegantes y dignas», lo cual da una idea de las cualidades que acompañan un ritual fúnebre: «con calma, gracia hipnótica y juegos de manos que resultan hasta mágicos», según la percepción de James Adams, de The Globe and Mail.
El filme emplea un concepto idealizado para cumplir con su propósito: excepto por una sola ocasión, todos los cadáveres que aparecen en él son de jóvenes y están maquillados de manera que «el espectador tolere estas imágenes en la pantalla». Nunca se ve, por ejemplo, el cuerpo de quien había estado desaparecido por varios días, ni tampoco la imagen demacrada de alguien que haya padecido una larga enfermedad, o los cortes o heridas de alguien que hubiera sufrido un accidente. De acuerdo con el japanologista Mark R. Mullins, la visión adoptada por Okuribito no concuerda del todo con lo que sucede en la vida real; inclusive, el autor de Coffinman explicó que:

... no existe nada más bajo en la escala social que el empleo de funerario, y la verdad es que [los japoneses] le temen al proceso de preparación de cuerpos y a la cremación tanto como a la muerte y al cadáver.

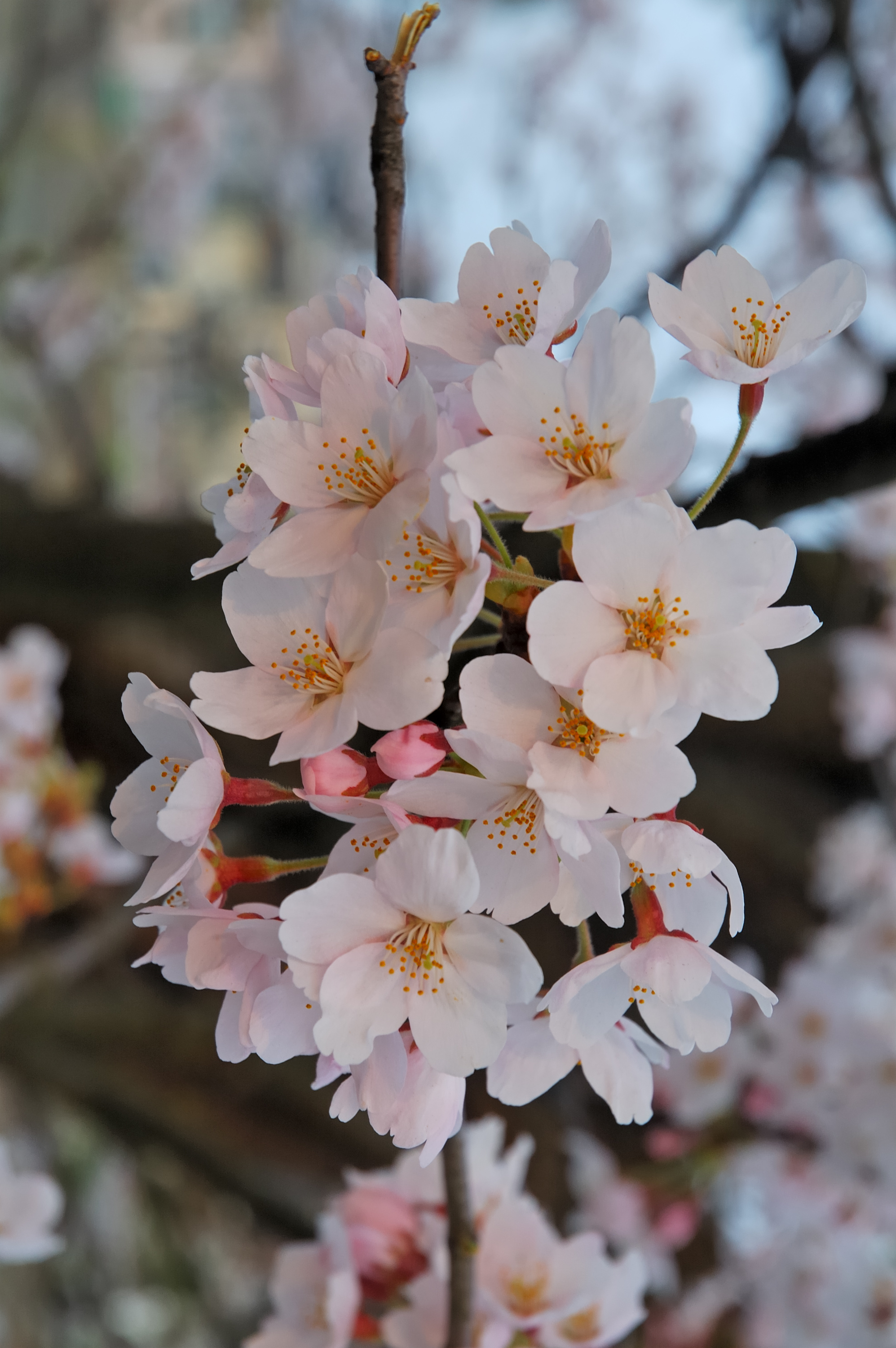
Se ha encontrado simbolismo en el uso de la flor del cerezo en la película, como un elemento que alude a la fugacidad de la vida.

Byrnes percibió que la secuencia en la que aparece Daigo sentado al aire libre y tocando su violonchelo de la infancia, intercalada con escenas de rituales nōkanshi, tiene como propósito incrementar la carga emocional de la película. Roger Ebert la calificó como una «hermosa escena de fantasía» y destacó la capacidad de la cámara para realizar tomas no convencionales. De acuerdo con Yoshiko Okuyama, de la Universidad de Hawái en Hilo los hábiles movimientos de Daigo al tocar el instrumento reflejan el nivel de profesionalismo que había logrado el actor. En cambio, para otros, como Leigh Paatsch, del Herald Sun, esta escena resulta innecesaria. Desde el comienzo, la música de violonchelo permanece predominante en las escenas. De acuerdo con Takita:

... irónicamente, hay algo similar entre el proceso de preparación de cadáveres y el acto de tocar el violonchelo. Cuando tocas el violonchelo, el instrumento tiene una forma curvilínea que se asemeja a la forma humana. El violonchelista adopta esta forma cuando toca el instrumento, de una forma muy cariñosa y afectuosa. Es muy similar, físicamente, al proceso en el que el empleado funerario mece un cuerpo tierna y gentilmente.

Byrnes también se percató del significado que tiene la flor del cerezo en la película, al representar la fugacidad de la vida, ya que es una planta que florece tras el invierno y se marchita poco después. En su opinión simboliza el esfuerzo de los japoneses para definir su propia existencia. Hay otros elementos que contribuyen a este mensaje, como por ejemplo los cambios de estación, que «sugieren delicados cambios emocionales» en los personajes; y las «cartas-piedra» que representan «el amor, la comunicación y [cómo] la vara se va pasando de generación en generación». Los lugares y sitios sirven a su vez para transmitir diversas sensaciones, como la soledad del campo o la intimidad de los baños públicos. Según Okuyama, se usa predominantemente el color blanco para enmarcar la santidad y pureza de las ceremonias fúnebres.
De acuerdo con Ebert, la incorporación de diálogos humorísticos en Okuribito se hizo a propósito para encubrir los temores de la audiencia, algo con lo que coincidió Betsy Sharkey, de Los Angeles Times, que en su reseña detalló cómo el humor evita que el tono del filme sea muy oscuro, y logra que tenga una combinación ideal de humor e ironía. Esto se manifiesta de varias formas como, por ejemplo, en la escena en la que «Daigo está mortificado y vistiendo solo un par de pañales para adultos» como parte de un vídeo orientativo sobre el proceso de preparación de cadáveres, o bien en otra en la que el mismo personaje descubre que el cadáver que está preparando es de una mujer transgénero. Takita admitió que esto se había hecho deliberadamente, ya que «el ser humano es cómico por naturaleza», aunque tuvo claro que los momentos graciosos no debían perjudicar el tono sombrío que deseaba proyectar en su película.

## Temas
El concepto de la muerte, tal y como es abordado en la película, fue objeto de discusión por varios críticos. Para Scott, resulta destacable el contraste entre el tabú que rodea a la muerte y el rol que tiene el oficio relacionado con esta. En su reseña notó cómo el responsable de preservar los cuerpos asume «un último acto de compasión» con tal de presentar al difunto de forma que se mantengan recuerdos gratos de su vida. Al principio Daigo y su familia son incapaces de superar estos tabúes, y el protagonista es marginado por su esposa y sus amistades debido a los valores tradicionales de la sociedad. Es solo a través de su trabajo como empleado funerario que Daigo se siente plenamente realizado. Según comentó Peter Howell, del Toronto Star, al final el espectador llega a la conclusión de que «la muerte puede que sea la culminación de una vida, pero no es el fin de la humanidad». Para Okuyama, tanto la película como el libro en el que está basada funcionan a manera de «protesta silenciosa pero persistente» en contra de la discriminación a quienes trabajan con la muerte, la cual sigue existiendo en el Japón contemporáneo. En resumen, «la muerte es parte natural de la vida, no debe ser algo repulsivo».

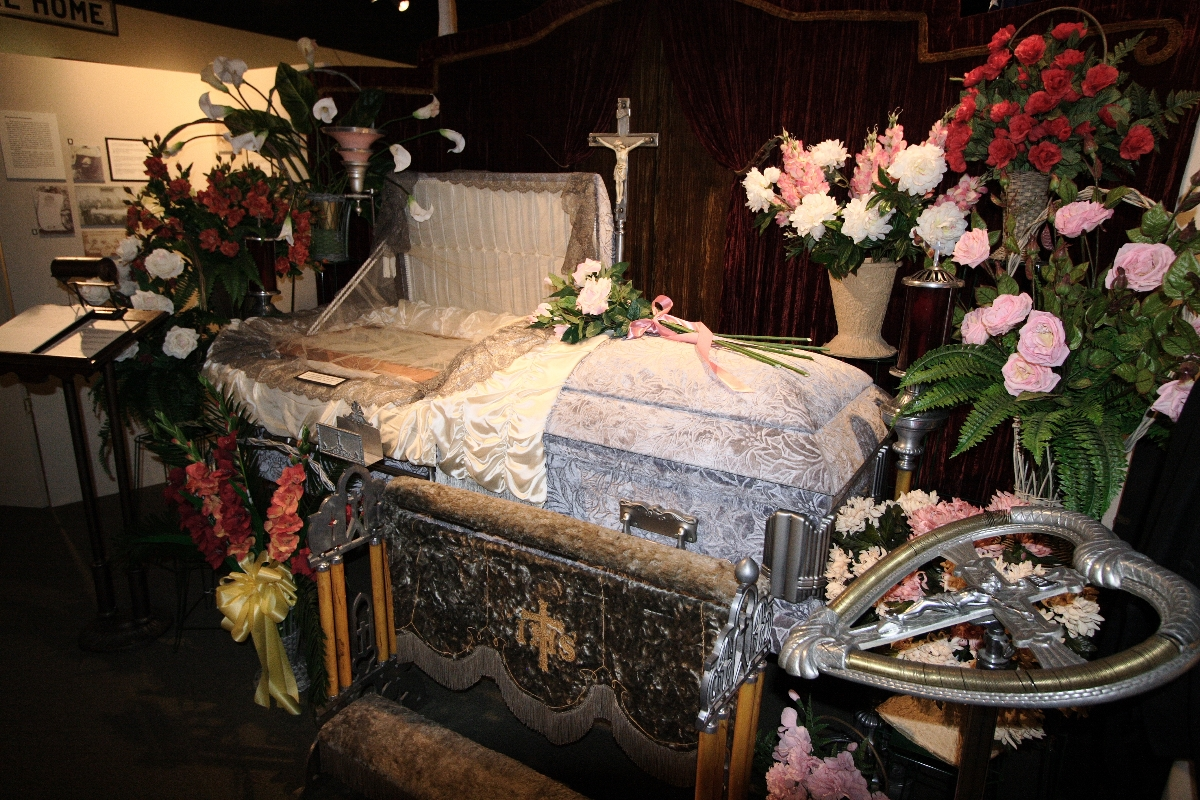
Fotografía de un ataúd exhibido en un museo de Illinois, en 2006.

Takita señaló que Okuribito también trata sobre la vida, más específicamente sobre encontrar «un sentido perdido del sentimiento humano»; Daigo obtiene una mayor perspectiva de la vida y se involucra en las vidas de muchas otras personas después de que estas mueren. También incluye la relevancia de los lazos familiares: la reconciliación entre Daigo y su padre es un elemento importante de la trama; las escenas en las que se muestra el rito nōkanshi están centradas en las vidas de los familiares del difunto y no en meramente en este último; la conversación que se da en la oficina de la Agencia NK gira en torno a temas familiares; y finalmente el embarazo de Mika es el impulsor de su reencuentro con Daigo.
En opinión de Ebert, Okuribito se asemeja a otras películas japonesas como Cuentos de Tokio (Yasujirō Ozu; 1953) y El funeral (Juzo Itami; 1984), en que su contenido recae en el impacto que tiene la muerte en los supervivientes, pero sin entrar en detalles sobre el más allá. A su juicio, esto constituye un indicativo de la «aceptación profunda y pacífica de la muerte» también existente en la cultura japonesa, el cual no tiene nada que ver con sentir tristeza extrema por quien ha fallecido, sino más bien con la contemplación. La intención del cineasta era centrarse en el «diálogo entre las personas que han fallecido y sus familiares todavía con vida». Lidia con la percepción de que el horno crematorio es el vínculo de la muerte con una «puerta de entrada», según Yoshiko Okuyama, mientras que el responsable de la cremación es un guardián y los preparadores del cuerpo son los guías.
Para Byrnes, el filme lleva a cuestionar el efecto que ha tenido la modernidad en la cultura japonesa, dado el trasfondo de «las actitudes y los valores tradicionales» empleados en la mayor parte de la trama. Pese a que la última etapa de la ceremonia de preparación del cadáver tradicionalmente era llevada a cabo por la familia del fallecido, surgió eventualmente un «nicho de mercado» para los empleados funerarios dispuestos a ayudar a los familiares con esta labor. Okuyama consideró que Takita había usado a Okuribito como una herramienta para satisfacer esa «pérdida espiritual» en la sociedad japonesa contemporánea a raíz de su desviación respecto a los valores tradicionales. Tadao Satō percibió por otra parte que el tratamiento cuidadoso que hace la película de la muerte demuestra la forma en la que han evolucionado los sentimientos de los japoneses respecto a este tema. En su nota hizo mención del enfoque artístico con el que la película aborda el rito funerario, más allá de uno religioso, con la finalidad de reflejar las actitudes agnósticas del Japón moderno.

## Lanzamiento
Varios distribuidores se negaban a lanzar la película debido a los prejuicios sociales. En las encuestas realizadas durante las proyecciones de prueba, antes de su estreno, quedó en último lugar en una lista de películas sugeridas para los asistentes. Esta situación cambió gracias al «Gran premio del jurado» obtenido por el filme en el Festival de Cine de Montreal de agosto de 2008, a partir del cual algunos distribuidores accedieron a lanzarla en Japón el 13 de septiembre. Pese a ello, Takita no estaba tan entusiasmado con su recepción comercial por el mismo motivo anteriormente mencionado y que casi evitaba que llegara a los cines. Se llegó incluso a especular que el filme carecía de un público objetivo.
Para su distribución foránea, desde el principio se estipuló que el subtitulado en inglés sería indispensable para exhibirla en festivales cinematográficos. La traducción de los subtítulos corrió a cargo de Ian MacDougall, quien comentó que la labor del personal funerario era percibida de una manera muy diferente por las audiencias extranjeras, a diferencia de la sociedad japonesa. Por esta razón, se esforzó en realizar una traducción que resultara fiel a los diálogos originales, evitando ajustarlos en un posible afán por volver más comprensible el significado de ciertos elementos culturales de Japón a la audiencia estadounidense. ContentFilm adquirió los derechos para su distribución internacional en septiembre de 2008, que para entonces ya habían sido autorizados para Grecia, Australia y Malasia. Al final, Okuribito se proyectó en un total de 36 países. En Estados Unidos, Regent Releasing se encargó de un lanzamiento limitado en nueve cines a partir de mayo de 2009, y permaneció en cartelera hasta el 24 de junio de 2010. En Reino Unido la película se estrenó el 4 de diciembre de 2009, distribuida por Arrow Film Distributors.

## Recepción

### Comercial
Luego de su lanzamiento, Okuribito fue la quinta película con mayores ingresos en Japón en 2008, y en su quinta semana de exhibición subió hasta el tercer lugar de la taquilla nipona. Cinco meses después se habían vendido 2.6 millones de entradas a nivel nacional, equivalentes a poco más de tres mil millones de yenes —32 MUSD—, y todavía era proyectada en 31 salas de cine del país.
Su triunfo en los premios Óscar, en febrero de 2009, contribuyó a que tuviera un nuevo auge en taquillas y su distribución se extendió a un total de 188 salas de cine, lo cual generó 2800 millones JPY —28 MUSD— adicionales en Japón. En total recaudó 60 MUSD, lo que la llevó a ser considerada como la película japonesa con mayores recaudaciones en ese año, y la decimoquinta con mayores ingresos anuales en general. El productor ejecutivo Yasuhiro Mase atribuyó este éxito a la Gran Recesión japonesa, dado que en su opinión muchos japoneses que habían quedado desempleados en ese período podían sentirse identificados con el protagonista de Okuribito. Fuera de su país de origen, los mayores ingresos para Okuribito provinieron de Hong Kong y Taiwán, países en los que recaudó 1.7 MUSD y 1 MUSD respectivamente. A continuación aparecen listadas las mayores recaudaciones que se obtuvieron en algunos de los países en los que fue lanzada:
| Recaudaciones (Fuente: Box Office Mojo) |                          |                            |               |                        |                            |
| País                                    | Fecha de lanzamiento     | Recaudación total (en USD) | País          | Fecha de lanzamiento   | Recaudación total (en USD) |
| Japón                                   | 13 de septiembre de 2008 | 61 010 217                 | Hong Kong     | 19 de marzo de 2009    | 1 678 365                  |
| Taiwán                                  | 27 de febrero de 2009    | 1 011 410                  | Italia        | 9 de abril de 2010     | 868 327                    |
| España                                  | 3 de julio de 2009       | 726 311                    | Corea del Sur | 30 de octubre de 2008  | 659 714                    |
| Alemania                                | 26 de noviembre de 2009  | 509 742                    | Francia       | 27 de mayo de 2009     | 416 411                    |
| Australia                               | 15 de octubre de 2009    | 400 968                    | Brasil        | 5 de junio de 2009     | 394 224                    |
| Singapur                                | 5 de marzo de 2009       | 340 134                    | Nueva Zelanda | 20 de agosto de 2009   | 197 585                    |
| México                                  | 29 de enero de 2010      | 159 238                    | Dinamarca     | 6 de noviembre de 2009 | 133 333                    |
| Colombia                                | 15 de enero de 2010      | 113 923                    | Bélgica       | 4 de noviembre de 2009 | 65 851                     |
| Rusia - CEI                             | 9 de julio de 2009       | 50 052                     | Austria       | 19 de marzo de 2010    | 38 344                     |

### Crítica
Okuribito recibió críticas positivas. En la web de cine Rotten Tomatoes tiene un porcentaje de aprobación de 81 %, según las evaluaciones de 103 críticos de distintas publicaciones. En Metacritic, que cumple una función similar a Rotten Tomatoes, posee una evaluación de 68/100 basada en 27 reseñas.

#### En Japón
Las reseñas japonesas tuvieron buenos comentarios y destacaron ciertos aspectos como la dirección y actuaciones de la película. Por ejemplo, para Tokitoshi Shioda, de la revista Kinema Junpo, esta producción marcó «un punto de inflexión en la trayectoria de Takita» con una trama que induce al espectador a reír y llorar de forma simultánea. Similar a su argumento, Masaaki Nomura lo catalogó como una obra que refleja la madurez del cineasta, a quien elogió especialmente por transmitir emotividad en la labor de preparación de cuerpos. Seichi Fukunaga, del periódico Yomiuri Shimbun, distinguió la labor de Takita por «usar una historia emotiva y conmovedora, y con algo de humor, para revertir los prejuicios en contra de un tema tabú», así como las participaciones de Motoki y Yamazaki al mostrar a un Daigo serio y a un Sasaki aturdido.
Sadao Yamane, en su evaluación publicada en el diario Asahi Shimbun, consideró que la película está estructurada de forma «admirable» y resaltó las actuaciones del elenco principal. Específicamente se dijo impresionado por los delicados movimientos de mano de Motoki en el ritual nōkanshi. De la publicación Mainichi Shimbun, Tomomi Katsuta comentó que la película cuenta con «una historia significativa que hace que el espectador piense sobre lo diferente que es la vida para distintas personas, y la importancia que tiene cuando alguien muere». Su compañero Takashi Suzuki, del mismo periódico, opinó que la película resulta «inolvidable» pero al mismo tiempo predecible, mientras que Yūji Takahashi catalogó como «un excelente logro» la forma en que Okuribito había resultado exitosa pese a tratar un tema tabú. Shōko Watanabe coincidió con las opiniones anteriores sobre las actuaciones del reparto principal, y en su reseña publicada en el periódico Nihon Keizai Shimbun la calificó con cuatro de un total de cinco estrellas.
Desde la perspectiva del crítico Saburō Kawamoto, la película representa fielmente un concepto tradicional de la sociedad japonesa en la que se considera que la muerte debe ser tratada siempre en el seno familiar, con apego a las costumbres como la de visitar las tumbas de los ancestros. En su opinión la película posee una «belleza samurái» inherente que se refleja en las escenas de familias que se sientan al estilo seiza. Por otra parte, Yūichi Maeda la calificó con un 90 % de aprobación y atribuyó su éxito a las actuaciones de la pareja protagonista. Elogió su impacto emocional y el equilibrio de seriedad y humor que presenta, aunque comentó que le había parecido «exagerada» la forma en que es tratada la relación de padre e hijo. En cuanto a su éxito fuera de Japón, Maeda consideró que se debía a su representación clara de los puntos de vista japoneses sobre la vida y la muerte, así como a sus semejanzas conceptuales con las de una película convencional hollywoodense, «algo de lo que carecen la mayoría de las cintas japonesas».
Takurō Yamaguchi le dio una calificación de 85 % y describió como «encantadora» la manera en la que expone su concepto principal. Evaluó positivamente su impacto emocional y el humor que maneja la secuencia en la que aparecen paisajes del norte de Japón con música de chelo de fondo, así como la «esencia japonesa» que posee en general. Para Sadao Yamane existe una «belleza emocionante» en los movimientos de mano diestros de Sasaki cuando le instruye en la preparación de cuerpos a Daigo. Sostuvo que si la audiencia pudiera leer el guion original podría mejorar su comprensión sobre este procedimiento. A su vez, Mark Schilling de The Japan Times le proporcionó una nota de cuatro de cinco estrellas en la que destacó las actuaciones pese a estar en desacuerdo con la aparente idealización de los embalsamadores.

#### En otros países

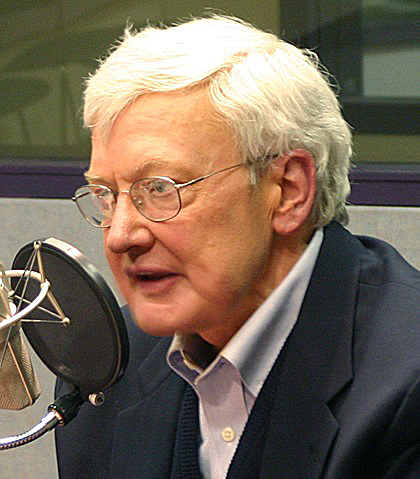
El crítico Roger Ebert, del Chicago Sun-Times, dio una calificación perfecta de cuatro estrellas a Okuribito.

Fuera de Japón, la recepción crítica fue más variada, ya que hubo algunos que le dieron calificaciones inferiores y criticaron aspectos como la duración de la película, y el grado de emotividad y predictibilidad de la trama. En Estados Unidos, Roger Ebert le dio la calificación máxima de cuatro estrellas de su baremo, al considerar que es «sólida en sus fundamentos como una roca» además de elogiar su cinematografía, la música y la actuación de Yamazaki. A su parecer, la película «funciona sin ningún problema» y resulta «excelente al conseguir los fines universales de la narrativa». De forma similar Derek Armstrong, del sitio web AllMovie, la describió como una «película con una belleza lírica llena de pequeños placeres», y le otorgó una puntuación de cuatro estrellas de cinco. Byrnes la catalogó como una «meditación impactante sobre la fugacidad de la vida» con una «gran humanidad», lo cual a su parecer la lleva a ser una «película hermosa que requiere de dos pañuelos» en alusión a sus escenas conmovedoras. Howell la calificó con tres de cuatro estrellas en su reseña, en la que destacó la actuación y la cinematografía además de argumentar que «subvierte silenciosamente las expectativas estéticas y emocionales» sin perder su «intención moral». Claudia Puig, de USA Today, consideró que se trata de una cinta «hermosamente compuesta» que resulta «emotiva, conmovedora y profundamente enternecedora» pese a indicar que le había parecido predecible. Owen Gleiberman, de Entertainment Weekly, le dio una calificación de «B–» y señaló que es «tierna y, a veces, más bien blanda», capaz de provocar un impacto en cualquiera que haya perdido a alguno de sus padres. Por otro lado, Mike Scott argumentó que se trata de un «análisis sorprendentemente inspirador sobre la vida y la pérdida» que con su humor complementa una «historia conmovedora y significativa», aunque también criticó que en ciertas escenas algunos personajes pareciera que «roban cámara».
Para Philip French, del periódico británico The Observer, el hecho de que la película resulte «conmovedora y pausadamente divertida» se debe al trabajo meticuloso de su director. Betsy Sharkey la comparó a su vez con «un viaje emocionalmente desgarrador con un hombre tranquilo» acompañado de «actores que se mueven con alegría y gracia», mientras que Nicholas Barber la describió como una película «sincera, sin pretensiones, [y] astutamente divertida», que en su opinión es recomendable pese a tornarse predecible. El periódico español El País distinguió «el constante tránsito entre lo dramático y lo cómico, entre la carga de profundidad y el recurso distanciador» como uno de los principales aciertos del filme, lo cual le permite «responder al perfecto ejercicio de estilo orientado a seducir al público global: es una película sobre un tema grave —la muerte— que sabe reinventarse como bálsamo para todo tipo de espectador». En conclusión lo calificó como «un conciliador canto a la vida». Miguel Frías, del diario argentino Clarín, lo evaluó a su vez de la siguiente forma:

... funcional al gusto de la Academia: con tendencia al drama conmovedor, mitigado por el alivio cómico; personajes entrañables o en vías de redención; altísima emotividad (reforzada por una utilización ampulosa de la música e imágenes estilizadas): lecciones de vida y, en este caso, de muerte.

En su reseña destacó también el humor negro presente en la trama, aunque criticó «[cuando] intenta conmover con grandilocuencia y se acerca a un sentimentalismo previsible, manipulador».
Mary Carmen Albarrán, de la revista mexicana Cine Premiere, elogió «el humor y la elegancia» con los que transmite «la naturaleza perecedera de la carne y la victoria del espíritu sobre los restos mortales», pese a criticar algunos aspectos en la segunda mitad de la película, entre los cuales citó que:

...los personajes se vuelven arquetipos acartonados, emblemas de devoción y sacrificio. La fotografía abusa de los clichés en un espectáculo de tarjeta postal (montañas, cielo abierto, aves), frustrando las expectativas de quienes pensaron encontrar un tratamiento original para un tema fascinante.

En reseñas menos entusiastas, Kevin Maher del periódico británico The Times describió el filme como una comedia verklempt con un fastidioso «botón para provocar el llanto» que solo es rescatable por la calidad de sus actuaciones, su dirección «majestuosa» y la banda sonora «de ensueño». Pese a que The Daily Telegraph la calificó como una película «segura y emocionalmente generosa hecha para complacer a la multitud», advirtió que no merecía el premio Óscar que recibió, algo con lo que coincidió el español Alberto Bemejo, de El Mundo, que evaluó negativamente sus «connotaciones espiritualistas». Philip Kennicott, de The Washington Post, criticó «el sabor japonés exasperante por el sentimentalismo» así como su trama predecible, aunque observó un punto favorable en su estructura «pulida con mano fuerte» necesaria para tratar de romper tabúes. De Variety, Eddie Cockrell señaló que «puede ofrecer visiones fascinantes» sobre la ceremonia de acicalar cuerpos, pero en cambio catalogó como un aspecto desfavorable su duración total. Este último aspecto también fue percibido por el diario argentino La Nación, que atribuyó esta percepción a las preferencias del público occidental. No obstante, la catalogó como una cinta «muy buena», que «conmueve sin falsos melodramatismos y hasta se permite algún rasgo de humor». Leigh Paatsch le dio una calificación de tres estrellas de un total de cinco al considerarla como una película «curiosamente triste» que «se desarrolla con una delicadeza y precisión que cautiva al espectador poco a poco». No obstante, criticó la edición de algunas escenas, que a su parecer constituían «florituras innecesariamente vistosas». Para Edward Porter, de The Sunday Times, el hecho de que la película hubiera conseguido un premio Óscar ejemplifica «un caso en el que la Academia favorece un sentimentalismo templado».
Similar a los anteriores, Keith Phipps de The A.V. Club le dio una puntuación «C–» y coincidió en que contiene «hermosas tomas de la vida provincial» de Japón, sin embargo, da la sensación de que «se escurre de una emoción exagerada a otra». Mientras tanto A. O. Scott, en The New York Times, concluyó que se trata de una «película simplemente mediocre, predecible y banal en su combinación de humor y melodrama». En su opinión, pese a contener momentos conmovedores, es «interesante solo como un índice de gustos irremediablemente tímidos y convencionales de la Academia», en referencia a su premio Óscar obtenido. Para Tony Rayns, de Film Comment, el guion es «vergonzosamente torpe y evidente», la actuación «meramente adecuada» y la película en general «un himno al cadáver que luce bien». Adams tampoco tuvo buenos comentarios hacia Okuribito, y en su nota le dio dos de cuatro estrellas. Pese a que destacó sus escenas de preparación de cuerpos como «visual y emocionalmente llamativas», y de que hizo mención de «la atención afectuosa que tiene con las texturas, sabores y comportamientos de un Japón semirural», criticó el grado de predictibilidad del argumento: «cuarenta y cinco minutos después, [el espectador] ya tiene una lista en su cabeza de cada vez que Daigo Kobayashi tendrá que lidiar y negociar». Mauricio Laurens, del periódico colombiano El Tiempo, la calificó como una «comedia espiritual y patética», aunque percibió de forma positiva la «plena realización dramática [que alcanza] cuando su delicada puesta en escena nos aproxima como espectadores al acto íntimo pero penoso de una transición hacia la eternidad». Asimismo, criticó el título en español que recibió en Colombia y otros países de Hispanoamérica —Violines en el cielo—, de lo cual comentó: «sólo hay chelos y tal espacio celeste ni siquiera tiene un sentido metafórico».

### Premios
Okuribito tuvo trece nominaciones para los 32.º Premios de la Academia Japonesa, cuya ceremonia de entrega se realizó en febrero de 2009. En ella, resultó ganadora en diez categorías, incluyendo mejor película, mejor guion, mejor director y mejor actor. En la categoría de mejor actriz, Hirosue perdió ante Tae Kimura de Gururi no koto, mientras que en la categoría de dirección de arte, resultó triunfador Towako Kuwashima, por Paco and the Magical Book. A su vez, Hisaishi ganó un galardón, pero por su trabajo en la banda sonora de Gake no ue no Ponyo, de Studios Ghibli, que estaba nominada junto con Okuribito. Al terminar la premiación, Motoki expresó a la prensa que «se siente como si todo milagrosamente se hubiera juntado en equilibrio».
La cinta fue elegida como la candidata de la industria japonesa para la categoría de mejor película en lengua extranjera de la 81.º ceremonia de entrega de los premios Óscar. Aunque existían precedentes de películas japonesas que habían resultado ganadoras en estos premios, ninguna lo había hecho en esa categoría mencionada. A esto se suma el hecho de que Okuribito no era la predilecta, pues varios veían con mejores oportunidades a las candidatas israelí y francesa —Vals con Bashir, de Ari Folman, y La clase, de Laurent Cantet, respectivamente—. No obstante, resultó vencedora, algo que sorprendió a varios críticos. A modo de broma, tras la premiación, David Itzkoff de The New York Times describió a Okuribito como «la película que te hizo perder tu quiniela de los Óscar». No solo la prensa tuvo esta reacción, sino también el propio equipo de producción, incluido Motoki quien esperaba que resultara vencedora la producción israelí. Se refirió a sí mismo como un «parásito que solo observa[ba] la ceremonia», y se lamentó luego de «no haber caminado con más confianza» al momento de subir al escenario para recoger el premio.
Okuribito fue reconocida en varios festivales de cine internacionales, incluyendo el premio del público en el 28.º Festival Internacional de Cine de Hawái, el Grand Prix des Amériques en el 32.º Festival Internacional de Cine de Montreal, y mejor película narrativa del 20.º Festival Internacional de Cine de Palm Springs. Motoki fue seleccionado como mejor actor en varias ceremonias, incluyendo los Terceros Asian Film Awards, los Asia Pacific Screen Awards, y Blue Ribbon Awards; los espectadores también lo eligieron como mejor actor en los Golden Rooster Awards de ese año. En la 29.º entrega de los Hong Kong Film Awards, Okubirito fue seleccionada como la mejor película asiática, superando a tres películas chinas —City of Life and Death de Lu Chuan, The Founding of a Republic de Huang Jianxin, y la coproducción de Chen Kuo-Fu-Gao Qunshu, The Message—, y a Gake no ue no Ponyo. Luego de la ceremonia de los 21.º Nikkan Sports Film Awards, en la que Okuribito ganó las categorías de mejor película y mejor director, Takita expresó su sorpresa por la buena recepción de su producción: «No sabía lo bien que sería aceptado mi trabajo». Hasta diciembre de 2009, la cinta había conseguido un total de 98 premios.

## Adaptaciones en otros medios
Antes del estreno de la película, salió a la venta una adaptación en manga creada por Akira Sasō y publicada por la revista Big Comic Superior entre febrero y agosto de 2008. Sasō decidió dibujar esta serie tras quedar impresionado con el guion del filme, e inclusive se le dio la oportunidad de ver la película antes de su estreno y antes de que comenzara a elaborar el manga. Desde su punto de vista habría sido inapropiado llevar a cabo una adaptación literal del filme, por lo que se tomó la libertad de modificar algunos escenarios y las apariencias físicas de ciertos personajes, y le brindó un mayor énfasis al rol de la música en los acontecimientos. Ese mismo año la editorial Shōgakukan se encargó de compilar el manga en un volumen de 280 páginas, el cual también se puso a la venta.
Shinobu Momose, un escritor especializado en novelizaciones, realizó otra adaptación literaria de Okuribito solo que en formato de novela. Esta fue publicada por Shōgakukan en 2008, mismo año en que la editorial lanzó Ishibumi (Carta-Piedra), un libro ilustrado sobre los temas de la película desde el punto de vista de una piedra parlante, el cual fue escrito por Koyama e ilustrado por Seitarō Kurota. Al año siguiente, Shōgakukan publicó una edición del primer borrador del guion de Koyama. Una versión teatral de la película, también titulada Okuribito, fue escrita por Koyama y dirigida por Takita. Debutó en el Akasaka ACT Theater el 29 de mayo de 2010, y en esta participaron el actor kabuki Nakamura Kankurō como Daigo y Rena Tanaka como Mika. La historia, ambientada siete años después del final de la película, se refiere a las inquietudes del hijo de la pareja respecto a la profesión de Daigo.

## Formatos caseros
En marzo de 2009 se lanzó en Japón un DVD de doble capa que incluye como características especiales algunos avances promocionales, documentales del making-of y la grabación en vídeo de una ceremonia nōkanshi. La edición estadounidense de este DVD, comercializada a partir de enero de 2010 y distribuida por Koch Vision, contiene además una entrevista con el director de Okuribito. La versión de la película incluida en este formato de vídeo tampoco fue doblada al inglés; en cambio contiene el audio original en japonés y subtítulos en inglés. En mayo del mismo año se puso a la venta la edición en formato Blu-ray.
El formato DVD fue objeto de críticas variadas. Franck Tabouring, de DVD Verdict, elogió la digitalización de la película al considerar que había mejorado la calidad de sus imágenes y del audio, refiriéndose especialmente a la música. De manera similar, Thomas Spurlin de DVD Talk calificó el lanzamiento como «altamente recomendado» basándose en la calidad «inesperada» que representó la conversión del formato cinematográfico al digital. Del mismo sitio web, Jeremy Mathews se mostró menos favorable al sugerirle a sus lectores que lo «pasaran por alto», ya que el DVD era a su parecer una forma apropiada de presentar un material que se «reduce a sí mismo a intentos torpes y llenos de boberías en la comedia, y escenas lacrimógenas repetitivas». Pese a ello, las reseñas de DVD Talk coincidieron en que la calidad visual y de audio eran casi perfectas pese a la carencia de contenidos adicionales relevantes. De hecho, Mathews comentó que la entrevista del director consistía en una serie de «preguntas bobas formuladas de manera tonta».

## Impacto cultural y legado

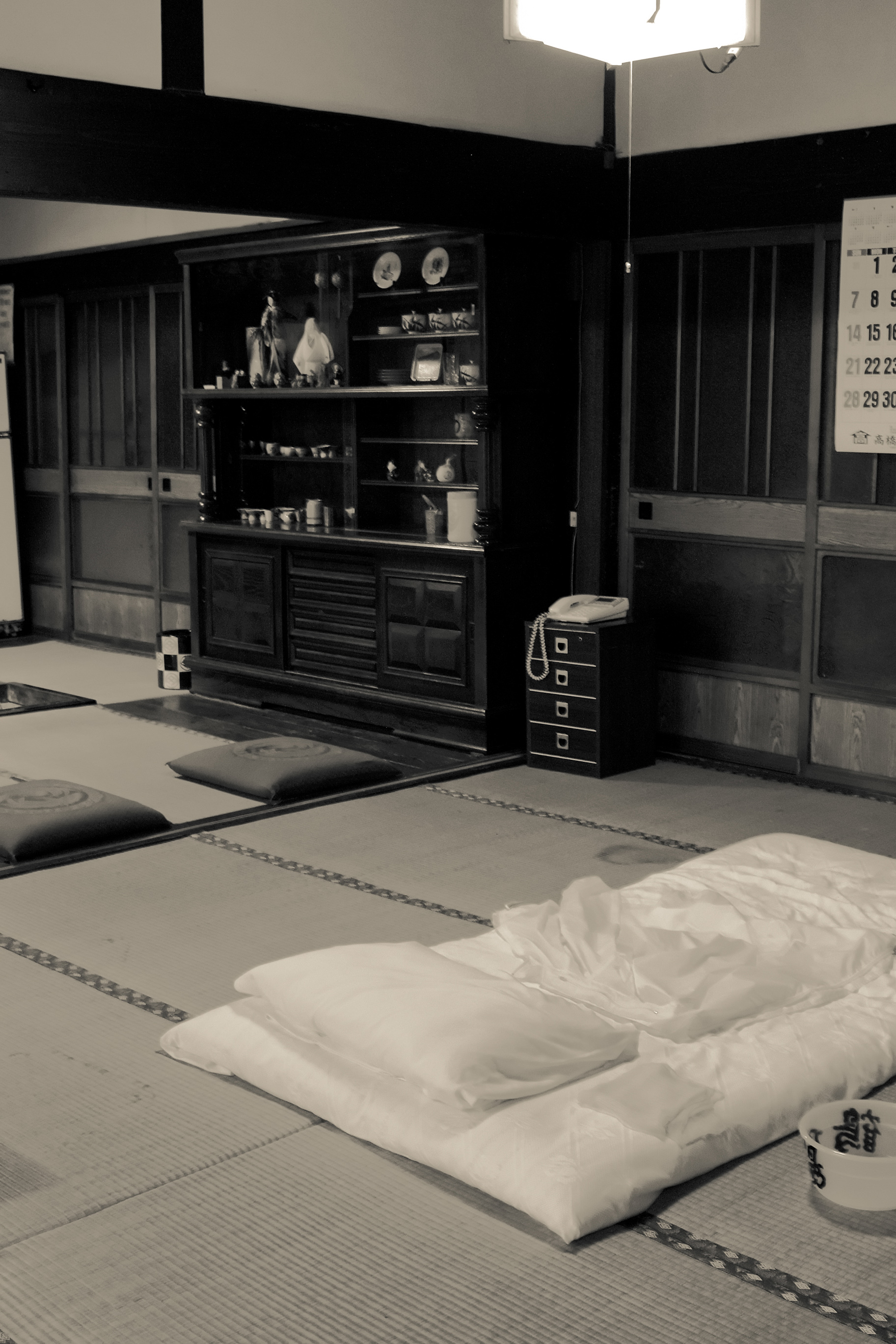
Fotografía de uno de los sets usados para Okuribito, que posteriormente fue abierto al público como atractivo turístico.

El éxito internacional obtenido por Okuribito fue objeto de una extensa cobertura en la prensa japonesa, especialmente por su triunfo en los premios Óscar. Este suceso dio lugar a un reestreno de la película en cines de Japón, al mismo tiempo que se registraban más de 230 000 ejemplares vendidos del libro de Aoki.
Sakata Location Box creó un servicio de hospitalidad denominado Mukaebito —un juego de palabras con el título japonés de la película, para indicar a «alguien que saluda o recoge a otro»—, que proporciona mapas marcados con los lugares en los que se filmó la película. En 2009, Location Box inauguró el edificio que sirvió como oficina de la Agencia NK en el filme. Tras pagar una cuota, los interesados podían entrar y mirar la utilería usada en el rodaje de Okuribito. En virtud de un programa de generación de empleos, entre 2009 y 2013 la organización recibió 30 millones JPY de la prefectura de Yamagata y 8 MJPY adicionales de la ciudad de Sakata para el mantenimiento y la administración del edificio. Si bien el sitio atrajo a cerca de 120 000 visitantes en 2009, en los siguientes años el número de visitas fue decayendo y en 2013 recibió a menos de 9000. La antigüedad del edificio mantenía inquietos a algunos visitantes preocupados por su seguridad, así que el gobierno municipal de Sakata optó por cesar el contrato de arrendamiento con la empresa, y en marzo de 2014 el edificio volvió a ser clausurado. Previo a su clausura, la división municipal de turismo analizaba algunas alternativas como la restricción de las visitas a los dos primeros pisos del edificio. Por otra parte, la localización usada como el Concerto café en la película permanece abierta al público desde 2009 bajo el nombre de Kaminoyama Concerto Museum, algo similar a lo que ocurrió con el cine Sakata Minato-za, que también puede ser visitado desde entonces. Takaoka, Toyama, la ciudad natal de Takita, mantiene un museo dedicado a la película que es frecuentado, según algunos de sus empleados, por más de un centenar de personas al día.
La trama acrecentó el interés en los rituales de preparación de cadáveres. Un modelo de limusina Mitsuoka Type 2-04, similar al coche fúnebre usado en la película, pero más compacto y menos costoso, se puso a la venta en febrero de 2009. Su fabricante, Mitsuoka Motors, se encuentra en la prefectura de Toyama, cerca de la casa de Takita. En 2013 Mitsuki Kimura, proveniente de una familia de empleados funerarios, fundó la «Academia Okuribito» junto con la enfermera y empresaria Kei Takamaru, en donde ofrece capacitación en la preparación de cuerpos, embalsamamiento y otras prácticas relacionadas.

### Obras citadas
- Handa, Takuya (Junio de 2010). «ソール・ベロー序論 : 死生観と『おくりびと』を中心に(I)» [Introducción de Saul Bellow: Punto de vista sobre la vida y la muerte con una referencia especial a Okuribito (1)] (pdf). Fukuoka University Review of Literature & Humanities (en japonés) (Fukuoka: Universidad de Fukuoka) 42 (1): 57-82. ISSN 0285-2764. Archivado desde el original el 5 de junio de 2014. Consultado el 14 de noviembre de 2014.
- Kalland, Arne (1995). Fishing Villages in Tokugawa, Japan (en inglés). University of Hawaii Press. ISBN 9780824816322.
- Okuyama, Yoshiko (abril de 2013). «Shinto and Buddhist Metaphors in Departures» [Sintoístas y Budistas Metáforas en Departures]. Journal of Religion and Film (en inglés) (Omaha: University of Nebraska Omaha) 17 (1). ISSN 1092-1311. Archivado desde el original el 8 de diciembre de 2015. Consultado el 18 de julio de 2014.
- Ritzer, George; Dean, Paul (2014). Globalization: A Basic Text (en inglés). John Wiley & Sons. ISBN 9781118687130.
- Takabe, Tsutomu; Wakatsuki, Yūji (2009). もうひとりの「おくりびと」 [Otro "Okuribito"] (en japonés). Tokio: Toho Publishing. ISBN 978-4-8094-0786-4.
- Takita, Yōjirō (2008). «Interview with Yōjirō Takita» Departures (DVD). E1 Entertainment. OCLC 785846111.